# Сортированность
Сортированность осадков — это степень разнообразия или однородности зёрен в рыхлых или литифицированных осадочных горных породах. В общем случае сортированность зависит от фациальной обстановки осадконакопления, от минералогического или петрографического состава осадка, а также от скорости седиментации и её среды осадконакопления (водный поток, застойные озёрные условия, ветер, водно-ледниковые условия, волновая деятельность водоёмов и др.). Сортированность осадочной породы определяется сортировкой последней, т.е процессом, ведущим к концентрации близких по размеру и удельному весу частиц в любой движущейся среде, особенно при повторном взмучивании, или переотложении вещества.

Модель хорошо (слева) и слабо сортированных осадков

## Общие закономерности сортировки осадков в водной среде
- Чем больше энергия потока в какой-либо точке седиментации, тем более грубозернист отвечающий ему осадок. Эта взаимосвязь, как отмечал Н. М. Страхов[2], демонстрируется сравнением гранулометрического состава русловой и пойменной фаций аллювия, а также в распределении осадков прибрежной зоны взмучивания и центральной части котловин водоёмов любого происхождения.
- Гранулометрическая сортировка осадка в каждой данной точке области седиментации возрастает пропорционально длине пути, который прошел обломок до момента его осаждения. Для сравнения удобно рассматриваться состав склоновых и речных отложений. Делювий, по выражению А. П. Павлова (1888)[3], представляет собой настоящую «мусорную породу», в которой беспорядочно смешаны крупные обломки размерности дресвы и щебня с разнозернистыми песками и более тонкими фракциями, в то время, как русловые фации аллювия даже равнинных рек гранулометрически хорошо сортированы.
- Гранулометрическая сортировка осадка в каждой данной области седиментации зависит от присущей ей скорости седиментации и убывает с увеличением скорости осадочного процесса. На эту взимосвязь впервые обратили внимание В. Крумбейн, Е. Дэпплз и Л. Слоос (публ. 1949 г., цит. по Н. М. Страхову[4]). Эти исследователи представляют механизм указанной взаимосвязи нижеследующим образом.

|  |  |  |  |  |
|  |  |  |  |  |

|  |  |  |  |  |
|  |  |  |  |  |

Частицы, однажды осевшие на дно в зоне взмучивания, не приобретают устойчивое положение немедленно. Они неоднократно переходят вновь во взвешенное состояние и транспортируются в другое место. Эти повторные, часто — периодические взмучивания и переотложения сопровождаются дифференциацией частиц по их гидравлической крупности. При этом окончательно осевший обломок лишается тонких и транспортабельных частиц в тем большей степени, чем больше он испытывал фаз взмучивания и переотложения. Другими словами, происходит естественная сепарация в водоёме, которая тем выше, чем чаще были возмущения.
Однако, при быстрой седиментации, вероятно, однажды уже осевший на дно материал выйдет из-под влияния проходящего над ним и вокруг него потока, будет реже и меньше взмучиваться, чем при седиментации медленной. Это, как полагали отмеченные исследователи, может порождать более слабую сортировку терригенных отложений в областях с быстрым осадочным процессом и лучшую сортировку в районах с медленной седиментацией.

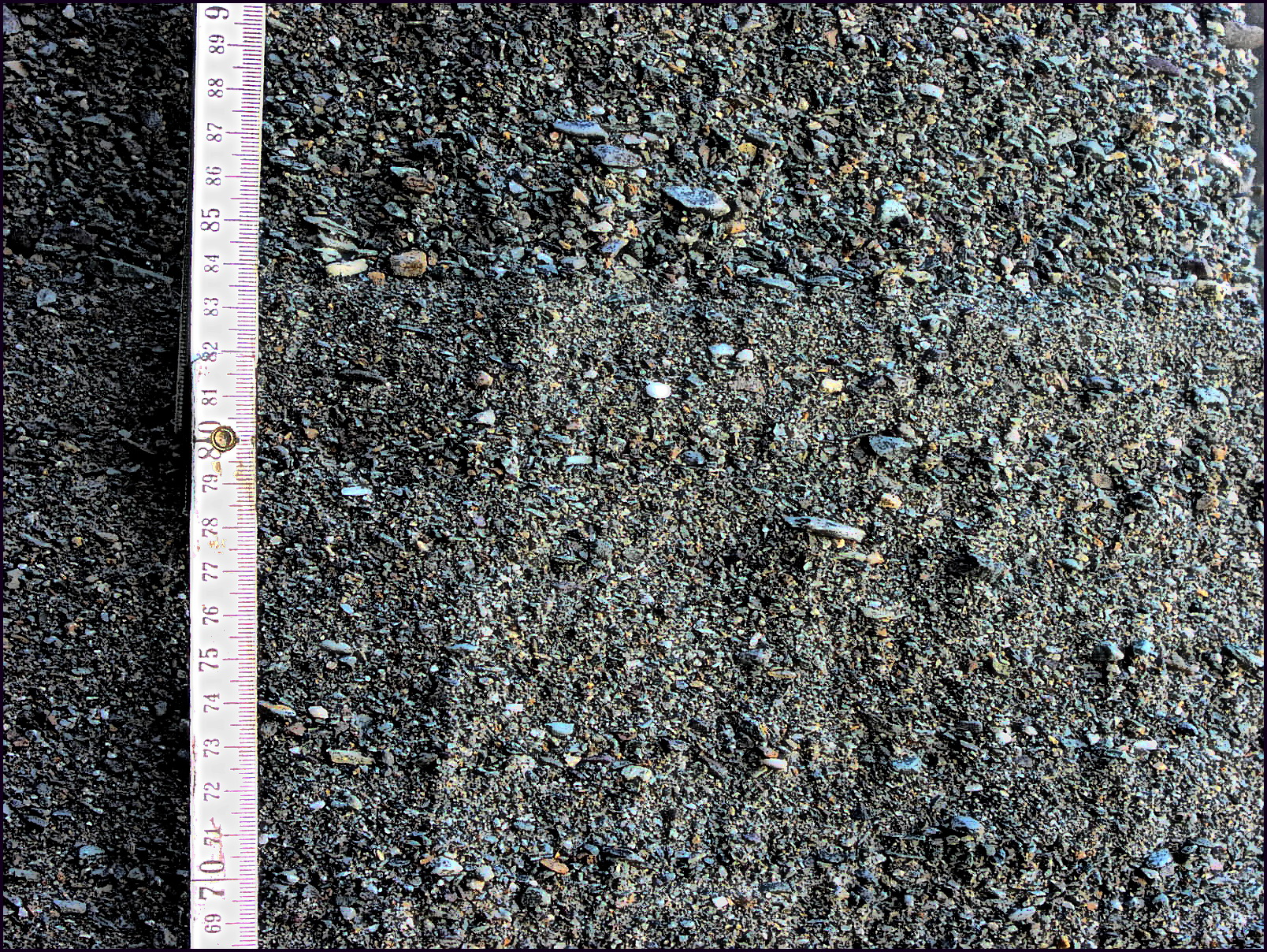
Фрагмент строения мелкой фракции дилювиальных толщ в долине р. Малый Яломан, Центральный Алтай.

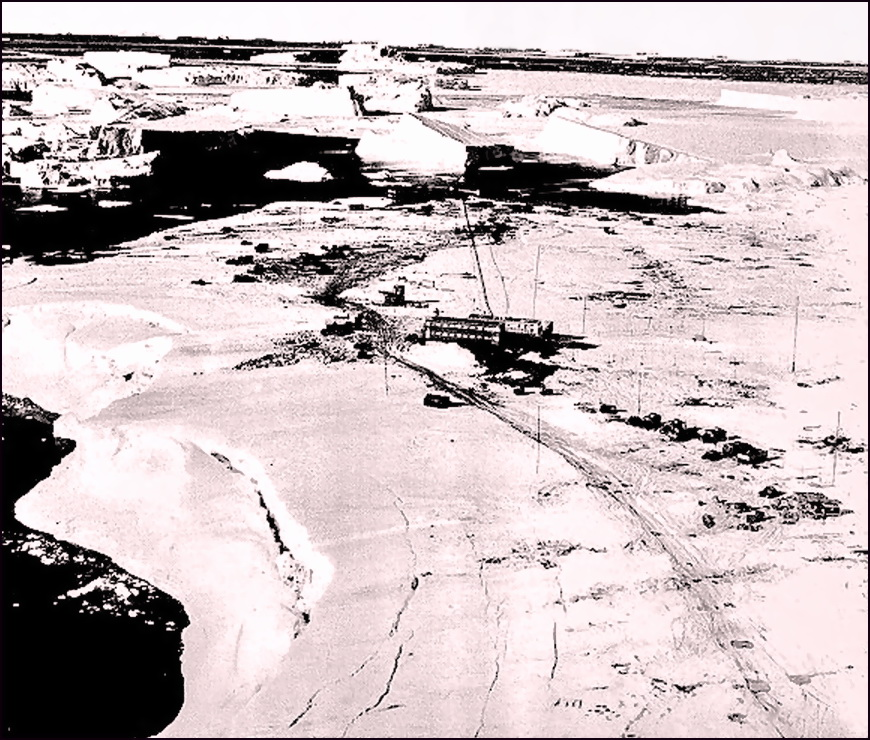
Обсерватория Мирный в январе 1982 года, 27-я САЭ. Берег Правды, море Дейвиса. Хорошо видны трещины в антарктическом барьере, по которым происходит интенсивный отёл айсбергов. Фото А. Н. Рудого.

 Отложения лавинно сбрасывались в расширении канала дилювиального стока в зоне эрозионной тени и резком падения энергии суперпотока. Они относительно хорошо сортированы, промыты и имеют отчётливую субгоризонтальную слоистость.

Научные работы последних 25 лет показали, что эти соображения могут быть справедливы лишь для известных, относительно спокойных условий осадконакопления. В условиях лавинной седиментации в дилювиальных потоках со скоростями, соответствующими 20-60 м/сек, в зонах русловой тени (зонах природных экранов), могут формироваться мощные толщи хорошо сортированных отложений размера гравелистых песков, щебня, мелкой дресвы и слабоокатанной гальки.

- Степень гранулометрической сортированности осадков, которая возникла в одинаковых гидродинамических условиях, но в различных в геологическим отношении бассейнах седиментации, определяется характером сносимого со склонов бассейна материала, в частности, — степенью его гранулометрической однородности, а также — характером доминирующего экзогенного процесса, который участвует в денудации склонов.

Понятно, что в случае размыва склонов, сложенных уже хорошо сортированным аллювием (например — речных аккумулятивных террас), то и сортированность поступивших в концевой бассейн седиментации осадков будет очень хорошей. Если же в бассейн (реку, озеро и т. д.) поступают обломки со скальных склонов, да ещё нарушенных процессами выветривания, то и сортированность донных отложений неизменно будет существенно хуже, хотя собственно гидродинамические условия останутся неизменными.

## Научное и практическое значение исследований сортированности
Исследование сортировки и сортированности в геологических естественных и искусственных горных выработках и разрезах является непременным атрибутом всех видов полевого изучения осадочных пород. Показатель сортированности, наряду с окатанностью, формой обломков, ориентировкой их длинных осей, характером слоистости, промытостью и вещественным составом, служит часто единственным критерием для реконструкции древних сред осадконакопления и, отсюда, основанием для палеогеографических построений. Известно, например, что айсберговый дрифт (рафтинг) всегда содействует огрублению донных осадков и резко ухудшает степень их сортированности. Такие субаквальные морена|морены были описаны ещё А. П. Лисицыным (1958) в северной части Берингова моря, вблизи фьордов бухты Провидения и залива Креста. Участниками первых советских антарктических экспедиций (КАЭ) субаквальные морены были обнаружены и описаны и в середине XX века на шельфе Восточной Антарктиды. Особенно широко они распространены в районе советской обсерватории Мирный, в море Дейвиса, где айсберговый отёл был исключительно активен. В настоящее время рафтинг активизировался по всей ледниковой периферии Антарктического ледника, что существенно изменило сортированность кровли донных отложений материкового южнополярного шельфа.
В общем случае, аллювиальные отложения сортированы гораздо лучше, чем пролювильные. Хорошо сортированы озёрные осадки, а в отложениях склонового ряда, какая-либо сортировка, как правило, полностью отсутствуют. Считается, что слабой сортированностью обладают ледниково-аккумулятивные отложения. Определение степени сортированности имеет большое значение при поисках россыпных месторождений полезных ископаемых, в частности, золота.